# Tony Visser
Wijnandus Antonius Maria (Tony) Visser, (Den Haag, 23 juli 1916 – Bergeijk, 28 maart 2005) was een Nederlandse verzetsstrijder tijdens de Tweede Wereldoorlog. Visser werd samen met Martien Willem van de Waal (1918-1945), in de nacht van 7 op 8 mei 1944, door het Bureau Inlichtingen (BI), in de omgeving van Gorinchem, boven Zuid-Holland geparachuteerd. Hij verzorgde het radiocontact tussen de spionagegroep Albrecht en het BI in Londen. Visser werd op 21 december 1944 door de Sicherheitsdienst (SD) gevangengenomen. Op 4 mei 1945 werd hij vrijgelaten. 

## Voor de Tweede Wereldoorlog
Hij was de oudste zoon van een gezin van negen kinderen. Zijn vader dreef een wasserij in Heemstede. Visser vocht in de meidagen van 1940 als dienstplichtig soldaat in Zeeland. Aldaar  zag hij het verslagen Franse leger via België naar Frankrijk terugtrekken. De troosteloze aanblik van de aftocht van de Fransen maakte op de francofiel Visser een diepe indruk.

## De reis naar Engeland

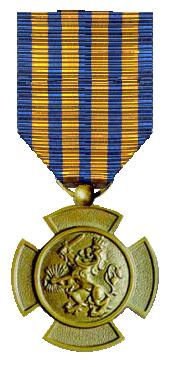
Bronzen Leeuw

In de zomer van 1941 hield Visser het in het bezette Nederland voor gezien. Op 14 juli 1941, op de voor hem symbolische dag Quatorze Juillet, stapte hij op zijn fiets en reed de vrijheid tegemoet. Met niet meer dan een persoonsbewijs, een militair zakboekje en een paar gulden op zak ging hij op weg naar Engeland. In Engeland wilde hij zich bij het Nederlandse leger aanmelden. In Den Haag verkocht hij zijn fiets. Hij had geld nodig. Vanaf dat moment trok hij liftend en te voet door België naar Frankrijk. Binnen tien dagen bereikte hij Parijs. In Frankrijk gaf hij zich uit voor een zeeman die op weg was naar de haven van Marseille. Via het Franse verzet slaagde hij erin de demarcatielijn over te steken. Daarna volgde de reis via Dijon, Marseille, Perpignan en Le Soler. Zoals velen van zijn latere strijdmakkers moest hij zich melden in het Nederlandse opvangcentrum en werkkamp in Le Soler. Aldaar maakte hij kennis met Gijs de Jong, een cadet van de KMA. De Jong was actief voor de koerierslijn Poligny-Nederland. Tot 19 maart 1942 verbleef Tony Visser in Le Soler. Hij ontmoette hier Tinus Sutherland met wie hij naar Spanje reisde.
Zonder de hulp van een "passeur", zonder stafkaarten en uitsluitend lopend op hun kompas bereikten de twee Engelandvaarders via de Pyreneeën Spanje. In Spanje deden zij zich voor als Zuid-Afrikanen. Bij het Zuid-Afrikaanse consulaat in Barcelona kregen ze een Zuid-Afrikaans paspoort. Daarna volgde een reis langs diverse gevangenissen. Via de gevangenis in Figueres en het vluchtelingenkamp Miranda de Ebro, in Burgos, reisden ze naar Madrid en van daar naar Lissabon. Vervolgens voeren ze met een Belgische kustvaarder de haven uit. In volle zee stapten ze over op een Britse destroyer. Eind 1943 bereikten Visser en Sutherland via het Engelse Gibraltar de stad Plymouth in Engeland.

## In Engeland
In Engeland werden ze door luitenant Gijs de Jong, de wervingsofficier van het Bureau Inlichtingen (BI), geselecteerd als aspirant agent bij het BI. Visser en Sutherland volgden in Londen de opleiding tot agent bij het BI. Samen met Tinus Sutherland werd hij ondergebracht in "Huize Anna". Dit was gevestigd in het landhuis Glenlea, gelegen in West Dulwich en deed dienst als opvanghuis voor agenten die bij het BI in opleiding waren. Na zijn opleiding tot radiotelegrafist was hij gereed om naar bezet Nederland te worden uitgezonden.

## Terug in Nederland
Op het vliegveld van de Royal Air Force in Engeland stonden op de avond van 7 mei 1944 twee vliegtuigen gereed om agenten van het BI boven bezet Nederland af te werpen. Het ene vliegtuig vloog met Jan de Bloois (1916-1944) naar Rijsbergen bij Breda. In het andere vliegtuig zaten de agenten Visser en Van de Waal. In de nacht van 7 op 8 mei 1944 werd Visser samen met Van de Waal in de omgeving van Gorinchem, boven Zuid-Holland, geparachuteerd. Bij de landing werd de radiozendontvanger van Visser onherstelbaar beschadigd.
Visser en Van de Waal kenden elkaar nauwelijks. Kort voordat ze in het vliegtuig stapten hadden ze voor het eerst met elkaar kennisgemaakt. Samen bereikten ze hun eerste aanloopadres. Het was een boerderij, in de Peursummerpolder, in de naaste omgeving van het pinpoint waarboven de agenten waren geparachuteerd. Hun contactpersoon was een veehouder. Zijn schuilnaam was "Piet". Na een nacht in het hooi te hebben geslapen fietste Visser de andere dag naar zijn onderduikadres aan de Bergsche Maas. In Dussen had hij een ontmoeting met een contactpersoon van de Groep Albrecht. Van de Waal reisde met de trein van Gorinchem naar zijn plaats van bestemming in Eindhoven. Het was de laatste keer dat Visser en Van de Waal elkaar zouden ontmoeten. In de trein naar Eindhoven werd Van de Waal door de SD gearresteerd. Op 27 april 1945 kwam hij in Kamp Sandbostel in Duitsland om het leven.

## Opdracht
Bij de snel groeiende Groep Albrecht was vraag naar uitbreiding van het aantal radiotelegrafisten. Het grote aantal militaire inlichtingen dat door de medewerkers van het spionagenetwerk werd aangeleverd vereiste een frequenter radiocontact met het BI in Londen. Toen het bij het BI duidelijk was dat de Groep Albrecht, door de arrestatie van hun leider en oprichter de agent Henk de Jonge, geen schade had opgelopen, nam de leiding van het BI het besluit om ten behoeve het radioverkeer met Albrecht meer agenten boven bezet Nederland te parachuteren. Visser kreeg de opdracht om het radiocontact te verzorgen tussen de Groep Albrecht en het BI en de Nederlandse regering in Londen. Het BI werkte nauw samen met de Britse Secret Intelligence Service (SIS).

## Plaats van tewerkstelling
Vanaf het moment dat Visser voet op Nederlandse bodem had gezet gebruikte hij de schuilnaam Antonius (Tony) Warmer. Volgens zijn persoonsbewijs was hij van beroep inspecteur van het Stoomwezen. Tijdens zijn radiocontacten met het BI maakte Visser gebruik van de codenamen Tony en Vliegende Bierbuik. Tijdens zijn contacten in "het veld" gebruikte hij de schuilnaam P.van der Zwan. 
Kort na zijn aankomst in Dussen ontmoette hij zijn contactman de kapitein W. van der Mast. Samen met de politie inspecteur K.C.H. de Pous behoorden Van der Mast bij "Albrecht" tot de medewerkers van het eerste uur. De Pous was de leider van het district Rotterdam en hij woonde in Rotterdam. Van der Mast was de leider van de regio Zuid-Holland. Via Van der Mast kreeg Visser een schuiladres op een woonboot in het oostelijk gedeelte van de Biesbosch. De radiozendontvanger die tijdens de landing was beschadigd werd voor reparatie naar Philips in Eindhoven gebracht. In de periode dat Visser op een zender zat te wachten vulde hij zijn tijd met het uitvoeren van verkenningen in de Biesbosch. Hij maakte kennis met de zogenaamde line-crossers die voor het BI in de Biesbosch uitstekend werk verrichtten. In het begin van juni 1944 kreeg Visser versterking van de radiotelegrafist/codist Robbie Mooiweer. Deze was in de nacht van 5 op 6 juni 1944 in de omgeving van Deil boven Gelderland afgeworpen en had voor Visser een nieuwe radiozendontvanger uit Londen meegekregen.

### De seinpost in de Biesbosch
In de Jannezandpolder in de Biesbosch richtte Visser samen met Mooiweer, in een pompstation van Rijkswaterstaat, een seinpost in. Er moest met kunstlicht worden gewerkt want er zaten geen ramen in de muren. Door de in werking zijnde transformator was het binnen bloedheet. Het grote voordeel van de seinpost was dat het gebouw in het open veld stond. Zodoende konden de medewerkers van Groep Albrecht, die de seinpost bewaakten, tijdens de uren dat de agenten hun berichten verzonden, de omgeving goed overzien. De seinpost was in de zomer van 1944 een groot succes. De aanvoer van de berichten uit Rotterdam en Amsterdam verliep uitstekend. De berichten uit Amsterdam kwamen soms gewoon per post bij een koerierster in Hank binnen. Ook medewerkers van de Ordedienst (OD) leverden berichten aan. De seinfrequentie bij de seinpost liep op van driemaal per week naar driemaal per dag. Op het hoogtepunt was de zender zes tot zeven uur per dag operationeel. Veelal codeerde Mooiweer de berichten en bediende Visser de seinsleutel. Op een keer waren de rollen omgedraaid. Visser maakte een vergissing met de security-check. Gijs de Jong, de code officier van het BI reageerde alert. Hij ging ervan uit dat de zender was uitgepeild en in Duitse handen was gevallen. De leiding van het BI gaf de security-agent Karel August Mans (1913-1981) opdracht om de zaak te onderzoeken. Nadat Mans de oorzaak van de communicatiestoring aan het BI had gemeld werd de zender weer in bedrijf genomen.

### De seinpost in Rotterdam
In de laatste dagen van augustus 1944 voerde de Kriegsmarine en de Wehrmacht met snelle boten in de Biesbosch razzia's uit. De Duitsers waren op zoek naar onderduikers. Uit veiligheidsoverwegingen werd de seinpost op 5 september 1944, op Dolle Dinsdag, naar  Rotterdam overgeplaatst. Visser en Mooiweer doken bij de politie inspecteur De Pous onder. Vanuit wisselende seinadressen in Rotterdam werd het berichtenverkeer hervat. Toen het onuitvoerbaar leek om zich met de zendinstallatie steeds door Rotterdam te verplaatsen namen de agenten het besluit om vanuit de woning van De Pous te gaan zenden.

### De seinpost in Boskoop
Het aanbod van de berichten was dermate groot dat soms zeven uur per dag diende te worden geseind om de stapel berichten te kunnen verwerken. Uit veiligheidsoverwegingen liet De Pous zijn politiecollega's in de buurt van zijn huis surveilleren. Ze moesten waarschuwen indien er peilwagens aankwamen. Na verloop van tijd werd de situatie in Rotterdam te gevaarlijk. Als gevolg daarvan verplaatsten de agenten zich met hun seinpost naar Boskoop. De bereikbaarheid van de seinpost in Boskoop was uitstekend. De locatie was gelegen op het snijpunt van de koeriersroutes; Amsterdam-Rotterdam en Utrecht-Den Haag. Visser had inmiddels hulp gekregen van een lokale marconist. Mooiweer nam het besluit om naar Eindhoven te reizen om bij het BI in Eindhoven rapport uit te brengen.

## De arrestatie van Visser
Op 20 december 1944 sloeg voor Visser het noodlot toe. Duitse peilwagens werden in de omgeving van zijn seinpost waargenomen. Hij zag kans om zijn zendinstallatie te verbergen. Aan het opbergen van de antenne en de accu's kwam hij niet toe. Een eenheid van de Sipo omsingelde de woning. Ze deden een inval in het huis waarin de seinpost was ingericht. Bij de huiszoeking werden de accu's en de antenne gevonden. Visser werd door een Oberleutnant van de Peilgruppe verhoord en zwaar onder handen genomen. De radiozendontvanger werd gevonden. De Oberluitenant vroeg of Visser voor de Abwehr wilde werken. Visser nam het voorstel in beraad. Hij werd naar Den Haag overgebracht en werd in het bijzijn van de Kommissar der Sicherheitspolizei, de SD und SS-Obersturmführer Otto Fritz Frank verhoord. Na het verhoor werd Visser naar de SD-gevangenis in Scheveningen overgebracht. In Scheveningen nam de SD und SS-Hauptscharführer Heinrich Kurt Otto Haubrock het verhoor over. 
Deze sachbearbeiter bleek uitstekend geïnformeerd te zijn. Haubrock kende veel details. Hij kende de schuilnamen en codenamen van Visser. Haubrock somde de namen van de agenten en de contactpersonen waarmee Visser had samengewerkt op. Hij wist zelfs bijzonderheden te vertellen over de weg die Visser had af moeten leggen om Engeland te bereiken. Later zou blijken dat de informatie voor een groot deel afkomstig was van de geheim agent Karel August Mans. Mans was door de SD gearresteerd. Hij was tijdens een zwaar verhoor onder de druk bezweken en hij was doorgeslagen.

## Het voorstel van Otto Haubrock
Haubrock maakte van de gelegenheid gebruik om het met Visser op een akkoordje te gooien. Hij zag de spoedige ineenstorting van het Derde Rijk naderen. Hij vond zichzelf een fatsoenlijke vent die de agenten altijd eervol had behandeld. Het leek hem dan ook niet meer dan terecht dat hij na zijn arrestatie door de geallieerden op een coulante behandeling en een zo licht mogelijke straf mocht rekenen. Visser stemde in met het voorstel van Haubrock om een goed woordje voor hem te doen. Als tegenprestatie wilde Visser in staat worden gesteld om door de linies naar het hoofdkwartier van het BI in Eindhoven te kunnen reizen. Tot grote teleurstelling van Visser en Haubrock gaf Frank geen toestemming. Hierna bleef Visser Haubrock maandenlang aan het lijntje houden. Hij ging met hem naar de Biesbosch. Hij toonde hem materiaal en een defecte Radio Telefonie-set die hij in de Biesbosch had begraven. Als tegenprestatie stond Haubrock toe dat Visser en zijn celgenoten extra voedsel, van relaties, van buiten de gevangenis mochten ontvangen. Voor Visser leek een executie geheel van de baan hoewel de dreiging zonder de bescherming van Haubrock nog altijd aanwezig bleef.

## De arrestatie van Otto Haubrock
Na het opmaken van een proces-verbaal, waarin Visser zijn sachbearbeiter Haubrock de nodige lof toezwaaide werd Visser, op 4 mei 1945, vrijgelaten. In de veronderstelling dat Visser een goed woordje voor hem zou doen gaf Haubrock aan Visser het adres door waar Haubrock zich, na de bevrijding van Nederland, voor de geallieerden schuil zou houden. Op 6 mei 1945 meldde Visser zich terug bij het hoofdkwartier van het BI in het Van Abbemuseum in Eindhoven. Nog dezelfde dag werd Haubrock door leden van de Binnenlandse Strijdkrachten (BS) in Utrecht gearresteerd. Haubrock werd aan de Nederlandse Justitie overgeleverd. Otto Haubrock werd na een proces tot zeven jaar gevangenisstraf veroordeeld en werd in mei 1951 voorwaardelijk in vrijheid gesteld. Haubrock was een belangrijke getuige in het proces tegen de verrader Anton van der Waals (1912-1950) die in 1946 in Duitsland kon worden aangehouden en na een eerlijk proces de doodstraf kreeg.

## Onderscheidingen
- Bronzen Leeuw, KB nr.8 van 30 augustus 1948.